# Missiriac
Missiriac (bret. Megerieg) – miejscowość i gmina we Francji, w regionie Bretania, w departamencie Morbihan.
Według danych na rok 1990 gminę zamieszkiwało 920 osób, a gęstość zaludnienia wynosiła 68 osób/km² (wśród 1269 gmin Bretanii Missiriac plasuje się na 608. miejscu pod względem liczby ludności, natomiast pod względem powierzchni na miejscu 718.).